# Корембліт Олександр Хільович

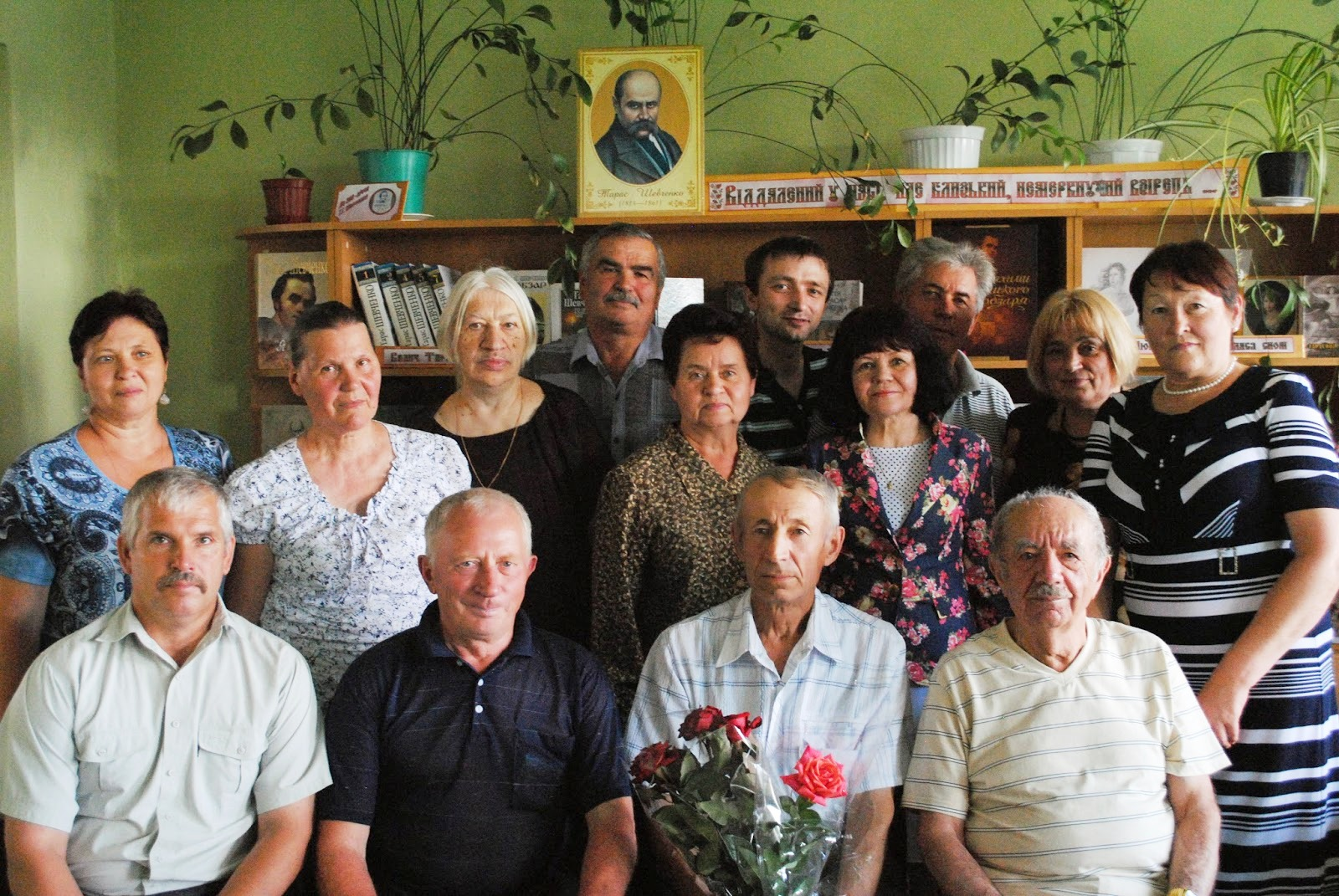
Олександр Корембліт в колі поетів Подільщини

Корембліт Олександр Хільович (нар. 28 травня 1932, Луцьк, Волинська область, Українська РСР) – український письменник, поет, журналіст, Член Української асоціації письменників, член Національної спілки журналістів України, Відмінник освіти України.

## Життєпис
Народився 28 травня 1932 року в місті Луцьку - обласному центрі Волинської області України. Батьків втратив під час війни: батько загинув на фронті, мати була розстріляна разом з іншими родичами у Луцькому гетто. 
Виховувався в українському Дитячий будинок імені Комінтерну, пізніше – імені Івана Франка, евакуйованому з Чернігівської області в Кемеровську. Після війни дитячий будинок повернувся на довоєнний місце - в селі Черешеньки Коропського району Чернігівської області.
Після закінчення середньої школи розпочав трудову діяльність в рідному дитбудинку вчителем малювання і вихователем.
З грудня 1952 по листопад 1955 служив у лавах Радянської Армії, після демобілізації продовжував працювати в дитячому будинку.
У 1957 році Міністерством освіти був направлений на роботу в щойно створений дитбудинок для дітей-сиріт в селі Чорна Красноокнянського району Одеської області. 
З вересня 1962 по вересень 2007 працював педагогом на різних посадах в Подільській (Котовській) школі-інтернаті[недоступне посилання з жовтня 2019] для дітей-сиріт та дітей, позбавлених батьківського піклування. Вищу педагогічну освіту отримав в Тираспольському державному педагогічному інституті імені Т. Шевченка в 1967 році.
Виховав дочку і сина, має онуків і правнуків. Нині - на пенсії. Мешкає в місті Подільськ Одеської області.
Член літературного об’єднання «Промінь» [Архівовано 23 квітня 2018 у Wayback Machine.], член літературного салону «Бестселер» [Архівовано 23 квітня 2018 у Wayback Machine.] при центральній бібліотеці Куяльницької ЦБС Подільського району Одеської області, активний учасник міжнародних, державних та обласних літературних конкурсів та фестивалів.
Учасник проекту Фонду EVZ в рамках програми "Місце зустрічі: діалог" «Діти-черешенці» як колишній вихованець дитячого будинку у Черешеньках ім. І.Я.Франка (Коропський район Чернігівської області)  . 

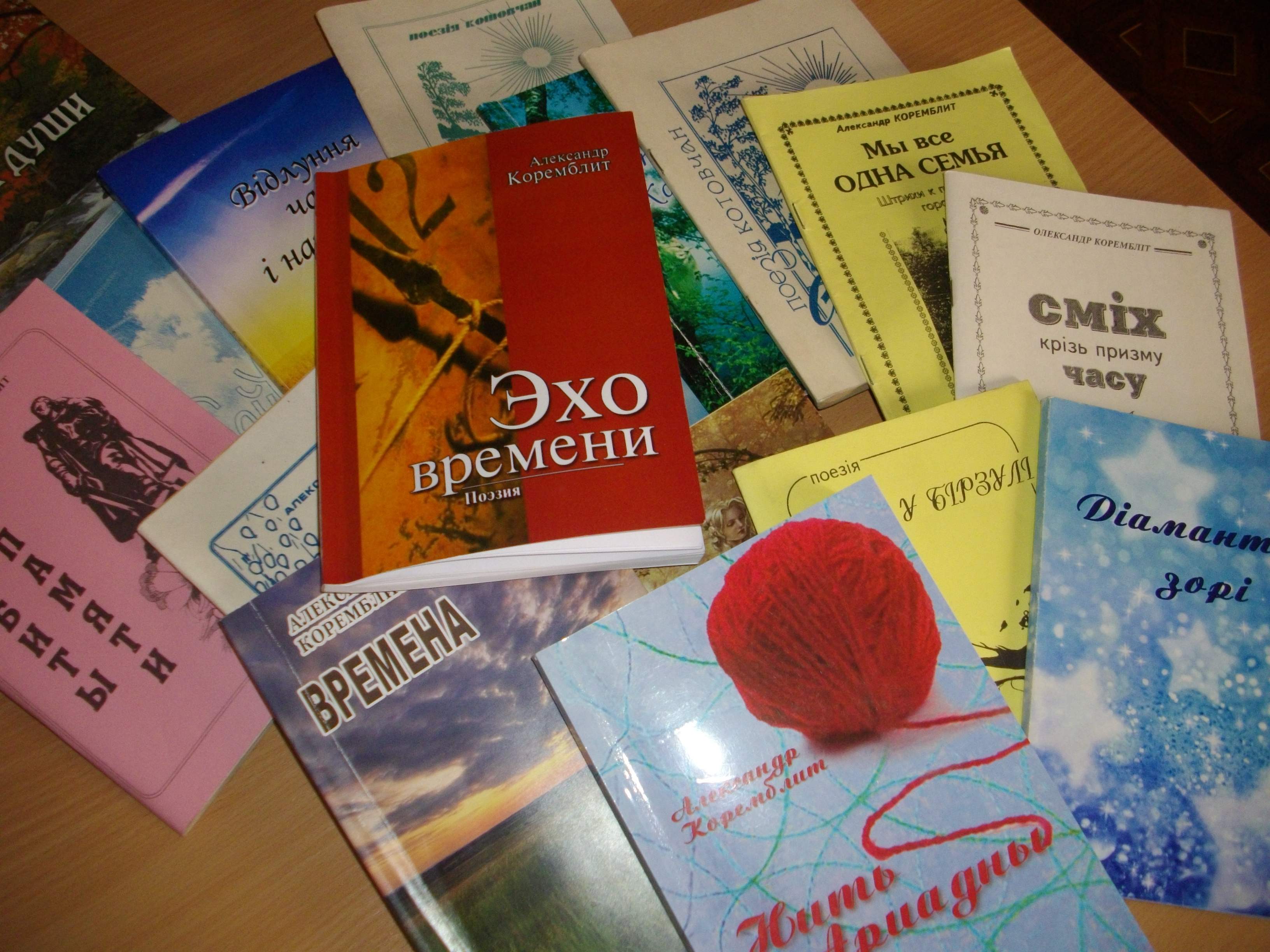
Авторські збірки Олександра Корембліта

Улюблена поетеса – Ліна Костенко

## Державні нагороди і звання
Член Української асоціації письменників, 7 травня 2009
Член Національної спілки журналістів України, 25 грудня 2007
Відмінник народної освіти УРСР, 22 грудня 1982
Ветеран Другої світової війни
Нагороджений грамотами місцевих і центральних органів влади
У 2008 році удостоєний звання «Людина року» в однойменній номінації в місті Подільськ (Котовськ).

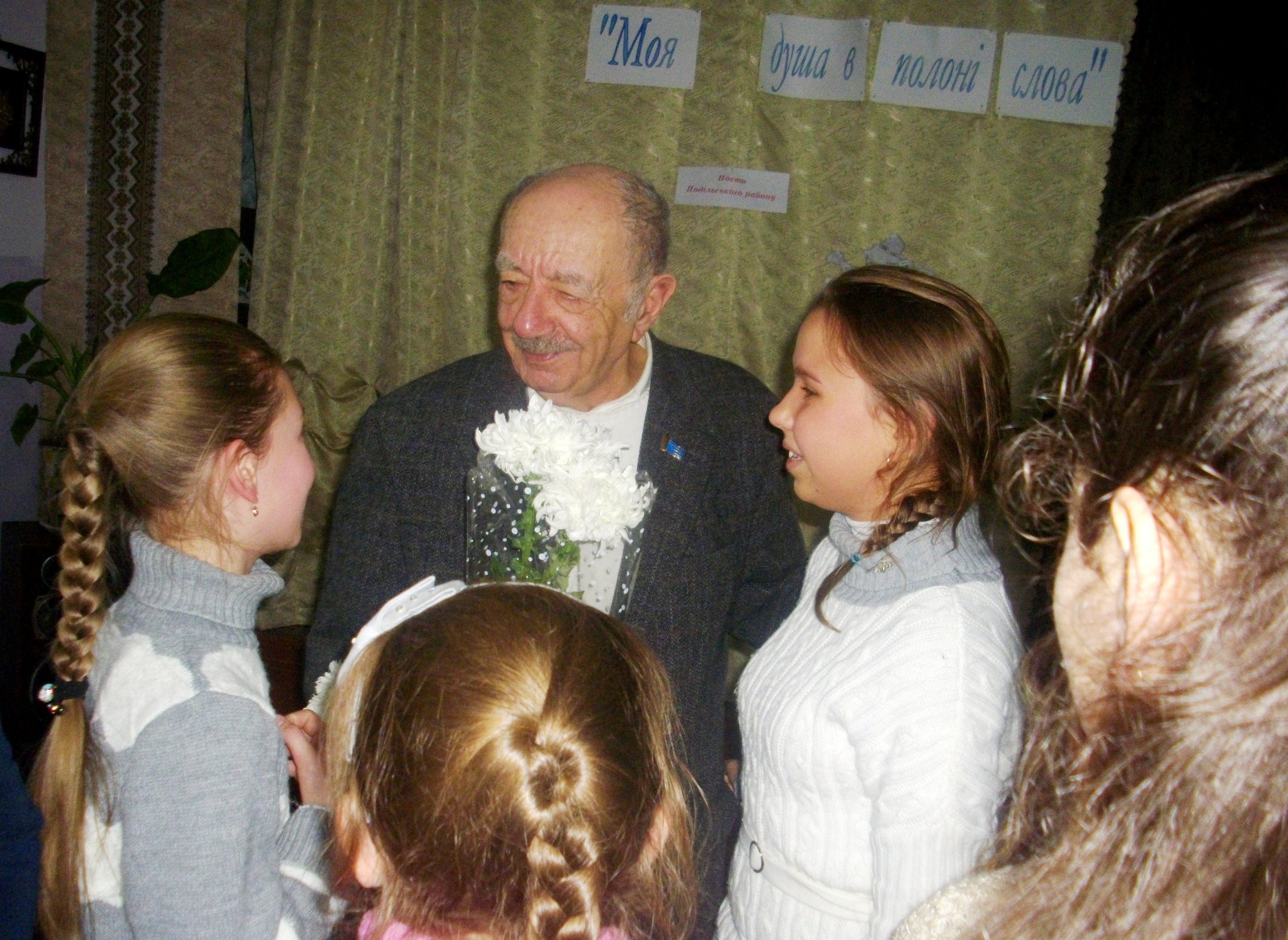
Олександр Корембліт на зустрічі з дітьми села Новоселівка в рамках районної культурно-освітньої акції "Жива книга"

## Літературна творчість
Олександр Корембліт друкувався у виданнях Києва, Одеси, Запоріжжя, Москви. Видав 23 авторські поетичні збірки.  Друкувався у 20 колективних  збірниках поезії. 
Збірки "«Огонь Холокоста» (2016) та "Еще не вечер" (2020) відібрані видавництвом як обов'язковий примірник до Книжкової палати України, дирекції Державного комітету телебачення та радіомовлення, Національної бібліотеки ім. В. І. Вернадського, Національної бібліотеки України ім. Я. Мудрого, бібліотеки Верховної Ради України, Державної історичної бібліотеки України, бібліотеки Кабінету Міністрів України, Львівської національної бібліотеки ім. В. Стефаника, бібліотеки Міністерства Юстиції України, Державної науково-педагогічної бібліотеки, Одеської національної наукової бібліотеки, бібліотеки Президента України, Харківської державної наукової бібліотеки ім. В. Короленка та Державної бібліотеки України для юнацтва.

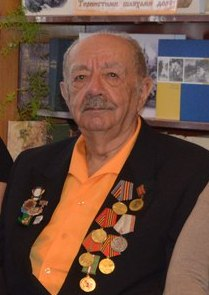
Олександр Корембліт на поетичному марафоні "Пунктир Великої війни", 2017

### Авторські збірки
«Откровение» (2001)
«Мы все одна семья» (2004)
«Вечерняя мелодия» (2004)
«Сміх крізь призму часу» (2005)
«Орбиты памяти» (2005)
«Все это было бы смешно» (2006)
«Светулькин уголок» (2006)
«Храм души» (2007)
«Согреть дыханием своїм…» (2010)
«Времена» (2010)
«Осень любви» (2011)
«Нить Ариадны» (2012)
«Эхо времени" (2013)
«Дарю вам солнце» (2015)
«Надвечір’я» (2015)
«Дев'ятий вал сміху» (2016)

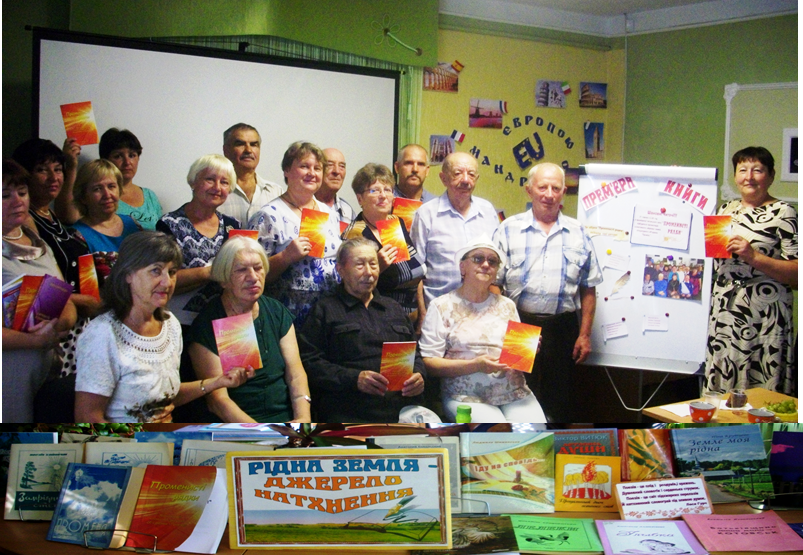
Літоб'єднання "Промінь" на прем'єрі колективної поетичної збірки "Променисті рядки", 2016

«Огонь Холокоста» (2016), збірка взята на довічне зберігання до Одеського державного літературного музею 
"Я оглянулся..." (2018, м. Одеса) 
"Поэмы" (2019, м. Одеса) 
"Еще не вечер" (2020, м. Одеса) 
"Я еще не все сказал..." (2021, м. Луцьк) 
"Моя душа в полоні слова" (2022, м. Луцьк) 
"Від жодного з років не відрікаюсь" (2023, м. Луцьк) 

### Колективні збірки
«Степове проміння» (1998, м. Котовськ)
«Провинция» (2000, м. Запоріжжя)
«Степові мрії» (2001, м. Котовськ)
«Весна в Котовске» (2004, м. Котовськ)
«Рассказы из воспоминаний» (2005, м. Москва)
«Мы слышим ваши голоса» (2005, м. Москва)
«Новая литературная газета» (2006, м. Київ)
«Поетична ліра Котовська» (2007, м. Котовськ)
«Сяйво Променя» (2007, м. Котовськ)
«Одесский літератор» (2008, м. Одеса)
«Діамантові зорі» (2008, м. Котовськ)
«Юбилейная книга» (2009, м. Котовськ)
«Одесский літератор» (2009, м. Одеса)
«Провинция» (2010, м. Запоріжжя)
«Відлуння часу і натхнення» (2011, м. Котовськ)

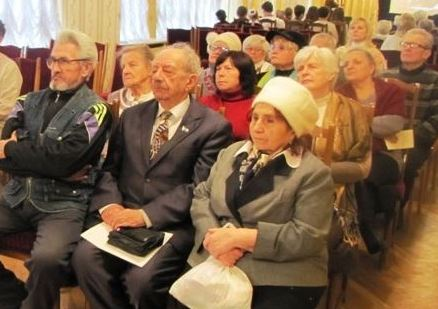
Олександр Корембліт з учасниками проекту "Діти-черешенці"

«Время выбрало нас» (2011, м. Котовськ)
«Ярмарок сміху» (2015, м. Одеса)
«Променисті рядки» (2016, м. Котовськ)
"Музи над містом" (2018, м. Одеса)
"Балтське коло" (2020, м. Одеса)

## Літературні відзнаки
Диплом Міжнародного радіофоруму «Диалог поколений», присвячений 60-річчю Великої Перемоги (2005, м. Москва) за поетичну збірку «Орбиты памяти».
Премія «Смарагдова ліра» Державного комітету прикордонної служби України за «Марш загону котовських прикордонників» (слова О. Корембліта, муз. А. Павловського) (2010)
Диплом літературного конкурсу «Моя Одеса» Фонду «Журналісти за демократію» (2012, м. Одеса)
Лауреат XVI, XVII, XIX, XX, XXI, XXII, XXIII, XXIV  Міжнародного конкурсу «Українська мова – мова єднання» [Архівовано 7 березня 2018 у Wayback Machine.]  за збірки поезій "Эхо времени" (2015), "Надвечір'я" (2016) (в номінації "Пошук. Істина. Наука" ), "Огонь Холокоста" (2018), "Я оглянулся..." (2019) (в номінації "Мовне багатоголосся), "Еще не вечер" (2020), "Я еще не все сказал..." (2021), "Моя душа в полоні слова" (2022),  "Від жодного з років не відрікаюсь..." (2023).
Лауреат конкурсу історико-літературних творів, присвячених військовим подвигам в роки Другої Світової війни (2017, Ізраїль), та Лауреат Фонду увічнення єврейського героїзму, заснованого Союзом воїнів і партизан-інвалідів війни з нацистами ім. Іцхака Зандмана і Авраама Коена,  за поетичну збірку "Огонь Холокоста".  

## Поезія
Стихи из поетического сборника А. Коремблита «Согреть дыханием своїм» [Архівовано 1 червня 2018 у Wayback Machine.]
Поэзия Александра Коремблита [Архівовано 23 травня 2016 у Wayback Machine.]
Олександр Хільович Корембліт [Архівовано 27 березня 2018 у Wayback Machine.]
На конкурс "Ярмарок сміху" [Архівовано 22 березня 2018 у Wayback Machine.]

## Виноски
1. ↑  Проект "Діти-черешеньці. Архів оригіналу за 21 березня 2018. Процитовано 21 березня 2018.
2. ↑  Передноворічна зустріч з уроків добра. Архів оригіналу за 7 грудня 2017. Процитовано 21 березня 2018.
3. ↑  Подорож у новорічну казку. Архів оригіналу за 4 грудня 2017. Процитовано 21 березня 2018.
4. ↑  Коремблит А. Память о Холокосте нетленна // Єврейські вісті. – 2017. - №10. – С. 8. Архів оригіналу за 22 березня 2018. Процитовано 21 березня 2018.
5. ↑  Федорович Ольга. Огонь Холокоста жжет и поныне // Котовські вісті. - №67/68. - 25 серпня. - С. 3. Архів оригіналу за 22 березня 2018. Процитовано 21 березня 2018.
6. ↑  Мамонтов Виктор. Светлой памяти тихая грусть // Одеські вісті.- 2017. - №21. - 25 березня. - с. 12. Архів оригіналу за 22 березня 2018. Процитовано 21 березня 2018.